# 透綺らいあ
透綺 らいあ（とうき らいあ、12月30日 - ）は、宝塚歌劇団星組に所属する男役。
神奈川県横浜市、聖セシリア女子高校出身。身長169cm。愛称は「じょーじょー」、「おさら」。

## 来歴
2016年4月、宝塚音楽学校入学。
2018年4月、宝塚歌劇団に104期生として入団。入団時の成績は35番。星組宝塚大劇場公演『ANOTHER WORLD／Killer Rouge』で初舞台。

## 主な舞台

### 初舞台公演
- 2018年4月～6月、『ANOTHER WORLD／Killer Rouge』（宝塚大劇場）

### 星組配属後
- 2018年6月～7月、『ANOTHER WORLD／Killer Rouge』（東京宝塚劇場）
- 2019年1月～3月、『霧深きエルベのほとり／ESTRELLAS～星たち～』
- 2025年4 - 8月、『阿修羅城の瞳』 - 夏彦『エスペラント！』
- 2025年9 - 10月、『ダンサ セレナータ／Tiara Azul －Destino－ II』（全国ツアー）
- 2026年1 - 4月、『恋する天動説／DYNAMIC NOVA』